# Рейд Грея
Рейд Грея (англ. Grey's raid) — совместные десантные операции британцев в сентябре 1778 года, в ходе Войны за независимость США. Генерал-майор Чарльз Грей провёл рейд по массачусетским общинам Нью-Бедфорд, Фэрхейвен и Мартас-Винъярд. Рейд был среди первых в целом ряду таких операций против американских прибрежных поселений между 1778 и 1781 годами.
Первоначально был задуман чтобы облегчить положение британского гарнизона, который был ненадолго осаждён в Ньюпорте, Род-Айленд. Но Грей с 4000 войск прибыл уже после того как американцы отступили, и был отправлен делать рейды в интересах генерала сэра Генри Клинтона. 5 и 6 сентября Грей напал на Нью-Бедфорд и Фэрхейвен, встретив серьёзное сопротивление только в Фэрхейвене. Его войска уничтожили склады, транспорт и припасы в Нью-Бедфорд, где встретили слабое сопротивление местного ополчения, и нанесли несколько меньше урона в Фэрхейвене, где ополчение успело организоваться. Затем он пошёл на незащищённый Мартас-Винъярд. Между 10 и 15 сентября его жители сдали 10 000 голов овец и 300 волов, а также бо́льшую часть оружия.

## Предыстория
В декабре 1776 года британские войска оккупировали Ньюпорт (Род-Айленд). Американские войска в Новой Англии не имели достаточно сил, чтобы выбить гарнизон, который поддерживали также корабли Королевского флота, одновременно используя Ньюпорт в качестве базы. Ситуация изменилась в 1778 году, после вступления в войну Франции, когда французы и американцы договорились начать совместные операции против англичан. Французы послали флот под командованием графа д’Эстена и войска для поддержки, которые прибыли к Санди-Хук (Нью-Йорк) в июле 1778 года. В поисках хорошо защищённого порта, и предполагая, что бар нью-йоркской гавани слишком мелок для прохода его крупных кораблей, д’Эстен перешёл в Ньюпорт, где он и генерал Джон Салливан готовились к осаде британского гарнизона.
В ответ на угрозу Ньюпорту генерал сэр Генри Клинтон приказал подготовить 4000 человек под командованием генерал-майора Чарльза Грея для переброски в Род-Айленд, в то время как адмирал Ричард Хау вышел из Нью-Йорка и выступил против д’Эстена. 10 августа д’Эстен покинул Ньюпорт, с намерением дать бой Хау. Пока флота маневрировали, выбирая позиции, поднялся шторм; он разбросал и повредил оба флота. Д’Эстен решил отказаться от штурма Ньюпорта, и ушёл в Бостон, на ремонт. Генерал Салливан к тому времени уже без французской помощи начал осадные операции против Ньюпорта, которые 26 августа подтолкнули Клинтона на приказ силам Грея выходить в Ньюпорт. Клинтон сопровождал конвой, который из-за противных ветров продвигался медленно. К тому времени, когда он 1 сентября прибыл в Ньюпорт, американцы не только были вынуждены обороняться, но отступили с острова после безрезультатного штурма 29 августа.
Вместо того, чтобы высадить войска Грея в Ньюпорте, Клинтон решил преследовать другие цели. В его приказ, данный в марте 1778 года, включены инструкции совершить набег на прибрежные поселения, уничтожать объекты судостроения и материальные припасы. Согласно этому замыслу, он приказал флоту идти в Нью-Лондон (Коннектикут), потенциальное место укрытия приватиров. Найдя там слишком мало кораблей противника, Клинтон не стал с ними возиться и приказал Грею «не теряя времени продолжать работать на восток», проведя рейды на Нью-Бедфорд, Фэрхейвен и на остров Мартас-Винъярд.

## Нью-Бедфорд и Фэрхейвен
Рано утром 4 сентября экспедиция во главе Греем на фрегате HMS Carysfort (капитан Роберт Фэншоу, англ. Robert Fanshawe), обогнула Лонг-Айленд и отправилась в бухту Баззард-бей. На её западном берегу находится Нью-Бедфорд, а на восточном Фэрхейвен. По пути они встретили флот лорда Хау; тот согласился держаться возле Блок-Айленд до завершения рейдов. Войдя в Баззард-Бей во второй половине дня, Carysfort дважды коснулся грунта; к счастью для него, инцидент не был серьёзным, и конвой продолжал втягиваться в устье реки Акушнет, в сторону Нью-Бедфорд и Фэрхейвен. В тот вечер Грей высадил войска на мысе Кларк на западном берегу реки. Они провели там ночь и на следующее утро уничтожили суда, склады и причалы «на всём протяжении реки Акушнет». Многие из уничтоженных судов были призы, захваченные приватирами, действующими из этих портов. Пожар вызванный рейдом также уничтожил дома и церкви, и был настолько ярким, что его видели в Ньюпорте, то есть на расстоянии около в 20 миль (32 км). В течение вечера гарнизон из 38 артиллеристов, занимавший небольшой форт на стороне Фэрхейвен, вел огонь по британским судам, затем заклепал пушки и покинул форт, оставив над ним флаг. Британцы некоторое время отвечали на огонь, затем уничтожили пушки форта.
Войска Грея обошли вершину бухты и на восточном берегу остановились. На следующий день они погрузились на свои шлюпки, но генерал Грей решил, что на Фэрхейвен также следует сделать набег. В это время для защиты Фэрхейвен начали прибывать бойцы местного ополчения. Командование принял майор Израэль Фиринг, вместо пожилого полковника, который не стремился к активной обороне. Когда англичане утром 6 сентября подошли к Фэрхейвен, Фиринг построил около 150 человек между поселением и точкой высадки. Британцы подожгли несколько близлежащих домов и направились к посёлку. В этот момент люди Фиринга сделали залп из мушкетов, и британцы отступили к шлюпкам.

## Мартас-Винъярд
Отослав своего помощника, капитана Джона Андре, в Нью-Йорк просить транспорт для скота, Грей отправился на Мартас-Винъярд. Противные ветры замедлили переход, и он достиг гавани Холмс (современный Винъярд-Хейвен) только 10 сентября. Из-за плохой погоды Грей отказался от рейда против Нантакета, и сосредоточился на реквизировании скота на Мартас-Винъярд.
На борт Carysfort прибыла депутация из трёх граждан узнать, что хотят британцы, и Грей выдвинул свои требования: сдать оружие ополчения, все наличные средства, 300 волов и 10 000 овец. Он угрожал высадить войска и захватить все это силой, если беззащитные островитяне не отдадут всё сами. В течение двух дней жители острова пригнали в распоряжение флота 6000 овец и 130 волов. Не довольствуясь этим, 12 сентября Грей высадил небольшой контингент войск, чтобы ускорить процесс и уничтожить суда, найденные в этом районе. К 14 сентября он получил в общей сложности 10 тысяч овец и 300 волов, а также оружие местного ополчения и £ 950, ранее предназначавшиеся в качестве уплаты налога Второму Континентальному конгрессу. Он вышел с Мартас-Винъярд 15 сентября и два дня спустя вернулся в Нью-Йорк.

## Результаты
Рапорт Грея об экспедиции упоминает одного убитого, четверо раненых, и шестнадцать пропавших без вести. Он сообщил, что у защитников были убиты четыре человека, а также что он взял в Нью-Бедфорд шестнадцать пленных в обмен на своих пропавших. За этим рейдом последовали другие (с другими командующими). Один, в октябре 1778 года, против Литл-Эгг-Харбор, Нью-Джерси, и два в 1779 году против поселений Чесапика и берегов Коннектикута. В сентябре 1781 года генерал-перебежчик Бенедикт Арнольд также провёл рейд против Нью-Лондона и Гротона, Коннектикут (недалеко от мест, где он вырос), известный своей суровостью.
В Нью-Бедфорд были уничтожены 11 домов, 21 склад и магазин, 34 корабля и судна различного размера, и 1 канатный двор, а также товары и морские припасы. Оценки ущерба, нанесённого там и в Фэрхейвен колебались от £ 20 000 до почти £ 100 000, в большинстве от потери судов и товаров. Жители Мартас-Винъярд подали на компенсацию в размере 10 000 фунтов за потери, понесённые в ходе рейда. Преемник генерала Клинтона, сэр Гай Карлтон произвёл по их заявлениям платёж в размере £ 3000.
Форт в устье реки Акушнет был восстановлен и назван форт Феникс. В ходе войны 1812 года там был поставлен гарнизон, а со временем форт был включён в Национальный регистр исторических мест США.